# Drezdai repülőtér
A drezdai repülőtér (IATA: DRS, ICAO: EDDC, 1995 előtt: ETDN; németül Flughafen Dresden, 2008 óta Dresden International) Drezda nemzetközi repülőtere. A város északi részén fekszik, Klotzsche városrészben. Utasforgalom alapján Németország tizenhatodik legnagyobb repülőtere (2014). Kapacitása 3,5 millió fő.

## Fekvése és megközelítése

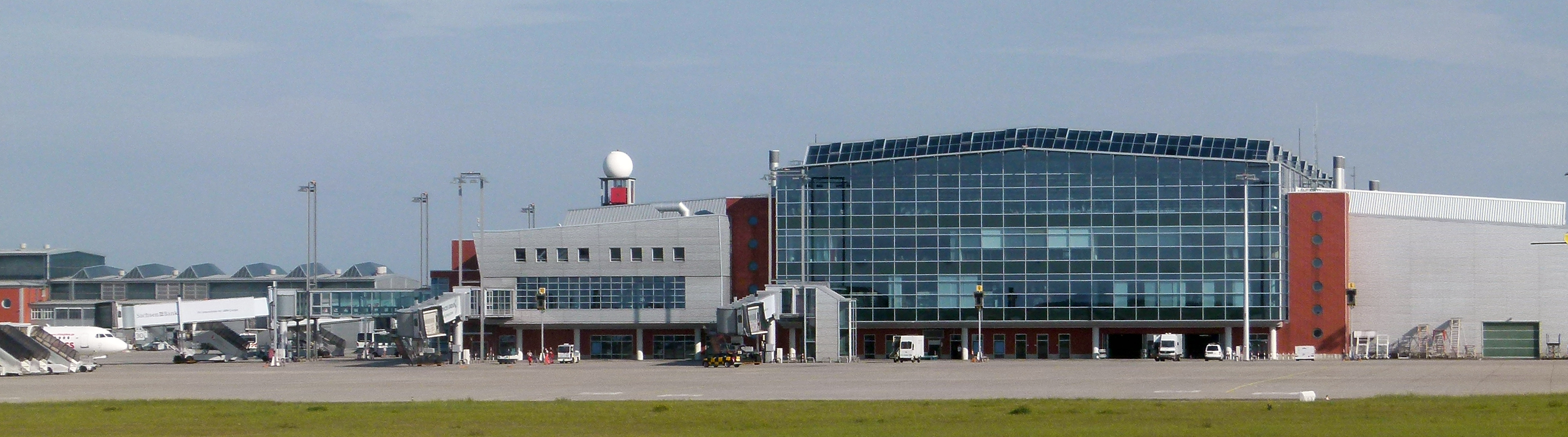
A drezdai repülőtér 2012-ben

A repülőtér Drezda központjától 9 km-re északra fekszik, területe 280 hektár, tengerszint feletti magassága 230 méter. Autóval az A4-es autópályán és a 97-es úton közelíthető meg (előbbi észak-északkeleti irányban párhuzamosan fut a repülőtér futópályájával). A repülőtéren körülbelül 3000 parkolóhely található. A drezdai 77-es és 80-as buszjárattal is megközelíthető.
A regionális S-Bahn-hálózat egyik állomása a 2001-ben átadott repülőtéri vasúti pályaudvar, amely közvetlen átjáróval rendelkezik a terminálra. Az S2 jelű vasúti járat 30 percenként jár a drezdai főpályaudvarról Drezda-Klotzsche, valamint Drezda Neustadt pályaudvarokon át körülbelül 30 perc alatt érhető el vele a repülőtér.
A repülőtér Nyugat-Lengyelország és Észak-Csehország közeli területeit is kiszolgálja, vasúton Ústí nad Labem, Děčín és Liberec kevesebb mint két óra alatt érhető el, a 17-es autópálya 2006. decemberi befejezése óta autóval Ústí nad Labem és Teplice körülbelül egy óra alatt elérhetőek.

## Története

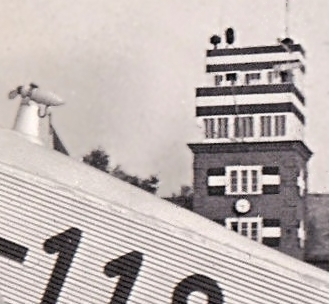
A régi drezdai repülőtér Heller városrészben

A drezdai polgári repülőtér 1913 és 1926 között a Kaditz városrészben elhelyezkedő Drezda-Kaditz repülőtér volt, 1926 után pedig a Heller városrészben lévő Drezda-Heller repülőtér. Utóbbinak már terminálépülete is épült, a mai Industriegelände S-Bahn-megálló közelében. Ez azonban a légiközlekedés egyre elterjedtebbé válásával már nem tudta kiszolgálni a fennálló igényeket, bővítésére pedig nem volt lehetőség; további zavaró tényezőt jelentett a közelben két nagyméretű kémény.
Bár a versailles-i békeszerződés értelmében Németországnak 1919 után tilos volt légierőt fenntartania, már a weimari köztársaság idején megkezdődött titokban a katonai pilóták kiképzése. A pilótákat először a polgári repülőiskolákban, könnyű repülőgépekkel képezték. 1924-ben a szovjet Lipeck közelében titkos pilótaiskola és tesztrepülőtér épült, amely 1933-ig üzemelt. Itt évente körülbelül 240 német pilótát képeztek ki, és egyben új, Németországban kifejlesztett repülőgéptípusokat is teszteltek. 1935. február 26-án Hitler a tilalom ellenére parancsot adott Hermann Göring légiközlekedési miniszternek a náci Németország légiereje megalapítására. 1935-ben a Drezda melletti Klotzsche településen új repülőtér épült, melynek déli része szolgálta ki a polgári légiforgalmat, az északi pedig a klotzschei katonai pilótaiskolát.

### Katonai repülőtérként
Az akkor még Drezdától különálló településeknek számító Klotzsche és Weixdorf, valamint a Königsbrücker Straße (a mai Königsbrücker Landstraße) között épült a 38/III Drezda-Klotzsche légibázis és a drezdai háborúspilóta-iskola. Utóbbi egyike volt a Luftwaffe négy nagy tisztképzőjének, amelyek 1937-ig felépültek. A háború idején itt tanulták és gyakorolták a műszerrepülést Ju 52 gépeken. Az alábbi táblázatban szerepelnek a Luftwaffe 1934 és 1945 között itt állomásozó egységei (a tanuló és kiegészítő egységek nélkül):
| Mettől        | Meddig       | Egység                                                                     |
| ------------- | ------------ | -------------------------------------------------------------------------- |
| 1941 december | 1942 április | 4.(F)/Aufkl.Gr. 121 (4. Staffel der Aufklärungsgruppe 121)                 |
| 1945 február  | 1945 április | Stab, II., III./SG 4 (Stab, II. und III. Gruppe des Schlachtgeschwaders 4) |
| 1945 március  | 1945 március | III./TG 2 (III. Gruppe des Transportgeschwaders 2)                         |
| 1945 március  | 1945 április | I./KG 4 (I. Gruppe des Kampfgeschwaders 4)                                 |
| 1945 április  | 1945 április | 14./KG 55 (14. Staffel des Kampfgeschwaders 55)                            |

A háborúspilóta-iskola épülete a náci időkből maradt fenn. Tervezői Ernst Sagebiel, Johannes Krüger és Walter Krüger professzorok. Drezda bombázása idején nem sérült meg komolyabban, és az azt követő napokban a sebesült és otthonukat elveszített drezdaiakat segítő mentőközpont működött benne. A világháború utolsó napján szovjet csapatok foglalták el a bázist és az iskolát is, az ezt követő években ők használták pilóták kiképzésére és egyéb katonai célokra. Mivel a drezdai repülőtér, a keletnémet hadsereg és különféle cégek éveken keresztül használták, az építmények viszonylag jó állapotban maradtak fenn.
A ma a repülőtér felé haladó S-Bahn-vonalat 1936-37-ben építették ki a klotzschei pályaudvarról az akkori légibázisig.

### Polgári repülőtérként

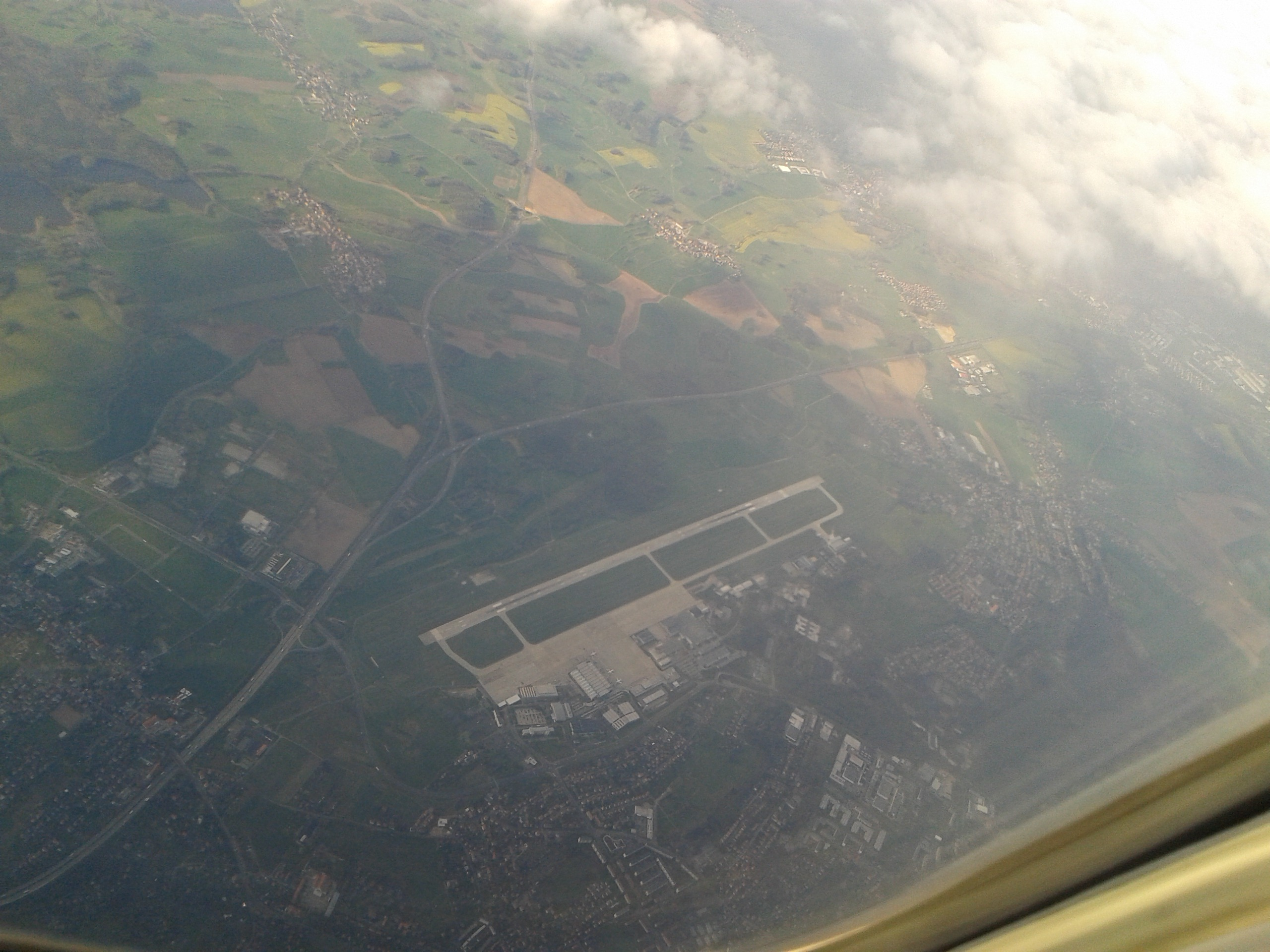
A drezdai repülőtér felülnézetből

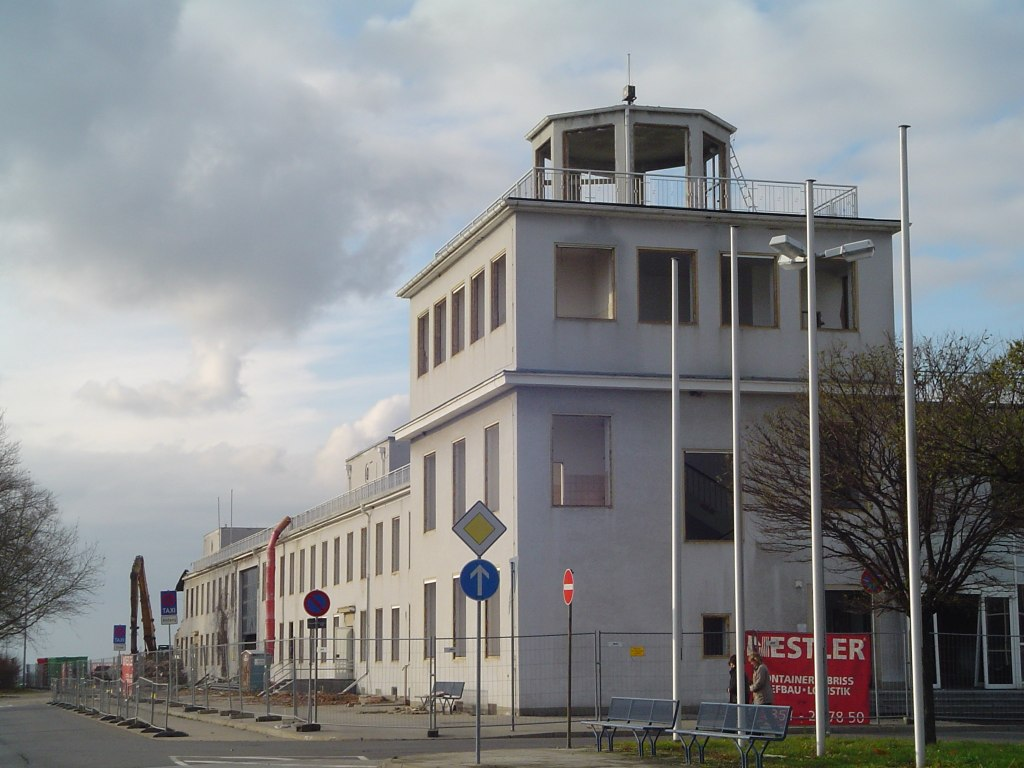
„Hansahaus”, 2003

1935. július 11-én indult az első utasszállító repülőgép az új repülőtérről; ugyanekkor a Hellerben található régi repülőteret bezárták. Az új repülőtér egyik építészeti jellegzetessége a délkeleti részén fekvő, Kurt Otto tervezte és abban az időben modernnek számító adminisztratív és utaskiszogáló épülete, amelyet a Lufthansa után Hansahausnak neveztek el. Az épületegyüttes az 1930-as évek drezdai építészetének kiemelkedő példája volt.
A légiforgalom egyre fejlődött, a legfontosabb járat a Berlinből Drezdán át Prágába és Bécsbe tartó repülőjárat volt, melyet a Lufthansa, valamint osztrák és csehszlovák cégek közösen üzemeltettek. Emellett voltak járatok Breslauba, Kölnbe, a Lipcse/Halle repülőtérre, Hannoverba, Hamburgba és több más városba is. Utasszállító járatok 1940 tavaszáig használták a drezdai repülőteret, utána a polgári légiközlekedés a II. világháború végéig megszűnt a repülőtérről.

### 1945-től 1990-ig
Klotzsche települést 1950-ben Drezdához csatolták. Miután a futópályát észak felé meghosszabbították, és a repülőtér – és vele Drezda – területe is megnőtt, 1955-ben újraindult a polgári légiközlekedés. 1957. június 16-án érkezett az első, menetrend szerinti járat, a keletnémet Lufthansa gépe. 1958. február 2-án egy szovjet Tu–104 érkezett, ez volt az első sugárhajtású gép, amely keletnémet repülőtéren szállt le. A Malév első charterjárata 1959. május 22-én érkezett Budapestről. 1955 és 1960 között, mivel a repülőtér nem rendelkezett elég kapacitással, az utaskezelésre a drezdai főpályaudvar közelében került sor, ahonnan buszokkal szállították az utasokat a repülőtérre, egyenesen a várakozó gépekig.
A repülőtér egykori katonai reptéri területén épült egy repülőgépgyár, az Elbe Flugzeugwerke. Itt fejlesztették ki a Baade 152 nevű négyhajtóműves repülőgépet, melynek első prototípusa 1959. március 4-én, második repülése során lezuhant.
1960-tól a keletnémet Lufthansa, majd utóda, az Interflug vette át a repülőtér polgári repülésre használt részét; továbbfejlesztették a belföldi légiforgalmat, az utaskezelést pedig a pályaudvarról teljes egészében a repülőtérre helyezték. 1967. május 3-án indult a repülőtérről az első nemzetközi járat.

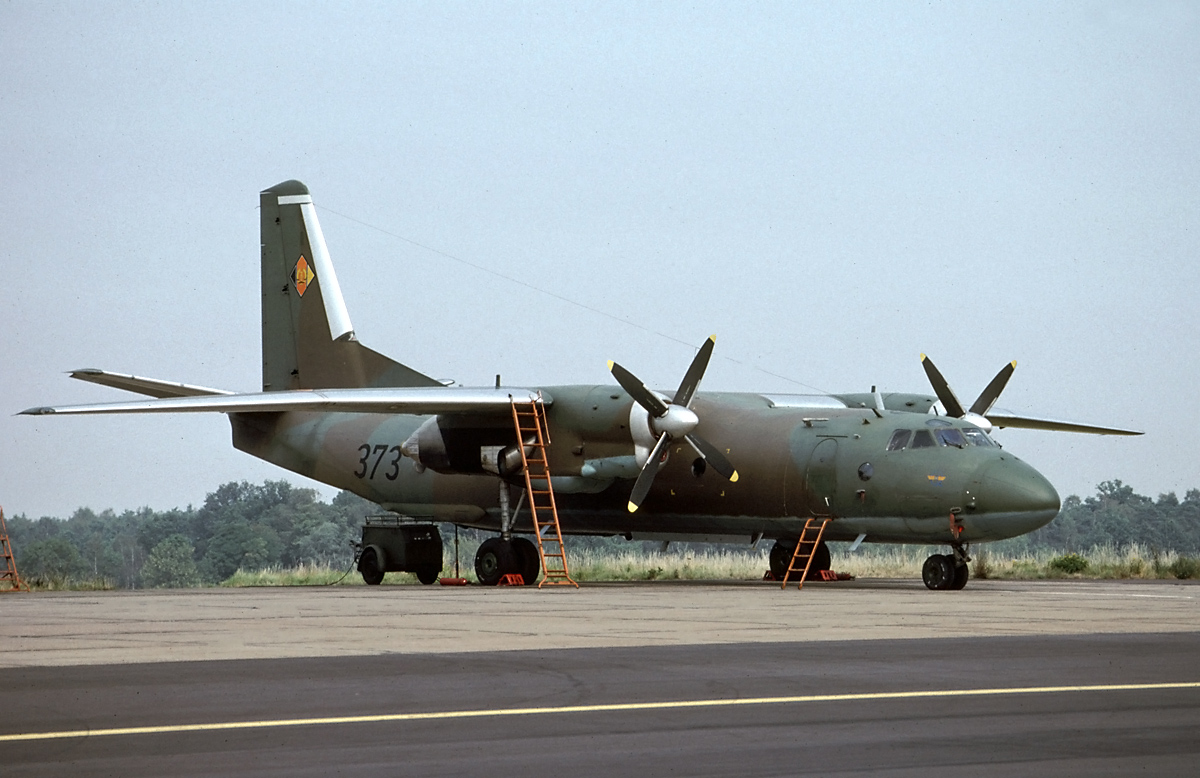
An-26 der TS-24 in Dresden, 1990

1962-ben a repülőtér egy részét a Keletnémet Néphadsereg vette át, a repülőgépgyárat katonai repülők javítására használták. 1963. október 22. és 25. között a keletnémet légierő későbbi szállító repülőszázada, a Transportfliegerstaffel 24 (TS-24) Dessauból Drezda-Klotzschéba költözött. A katonai járműpark 1982-ig An–2, Il–14P, valamint Hubschrauber Mi–2 repülőgépekből állt. 1980-ban került ide az első a 12 An–26 gépből.
A katonai repülőtér fejlesztése kapcsán a légierő, a repülőgépgyár és a polgári légiközlekedés érdekei ütközésbe kerültek egymással. Míg a belföldi közlekedésben a repülőtér veszített jelentőségéből, és 1980-ban a belföldi járatok le is álltak, a nemzetközi járatok száma egyre nőtt. Az 1970-es évek végén a drezdai repülőtérről már járatok üzemeltek Budapestre, Moszkvába, Leningrádba, Szófiába, Várnába, Burgaszba és Poprádba. 1962-ben körülbelül 54 00, 1985-ben már 390 000 utas használta a repülőteret.
1988-ban és 1989-ben a repülőteret hosszabb időre lezárták a futópálya felújítása, valamint az egész repülőtér jelentős átépítése érdekében. 1989. október 31-én indult meg újra a forgalom a felújított drezdai repülőtérről. A politikai változások eredményeként az Interflug elindította első járatát Hamburgba, majd az ezt követő hónapokban további járatok indultak nyugatnémet és nyugat-európai városokba.

### 1990 után

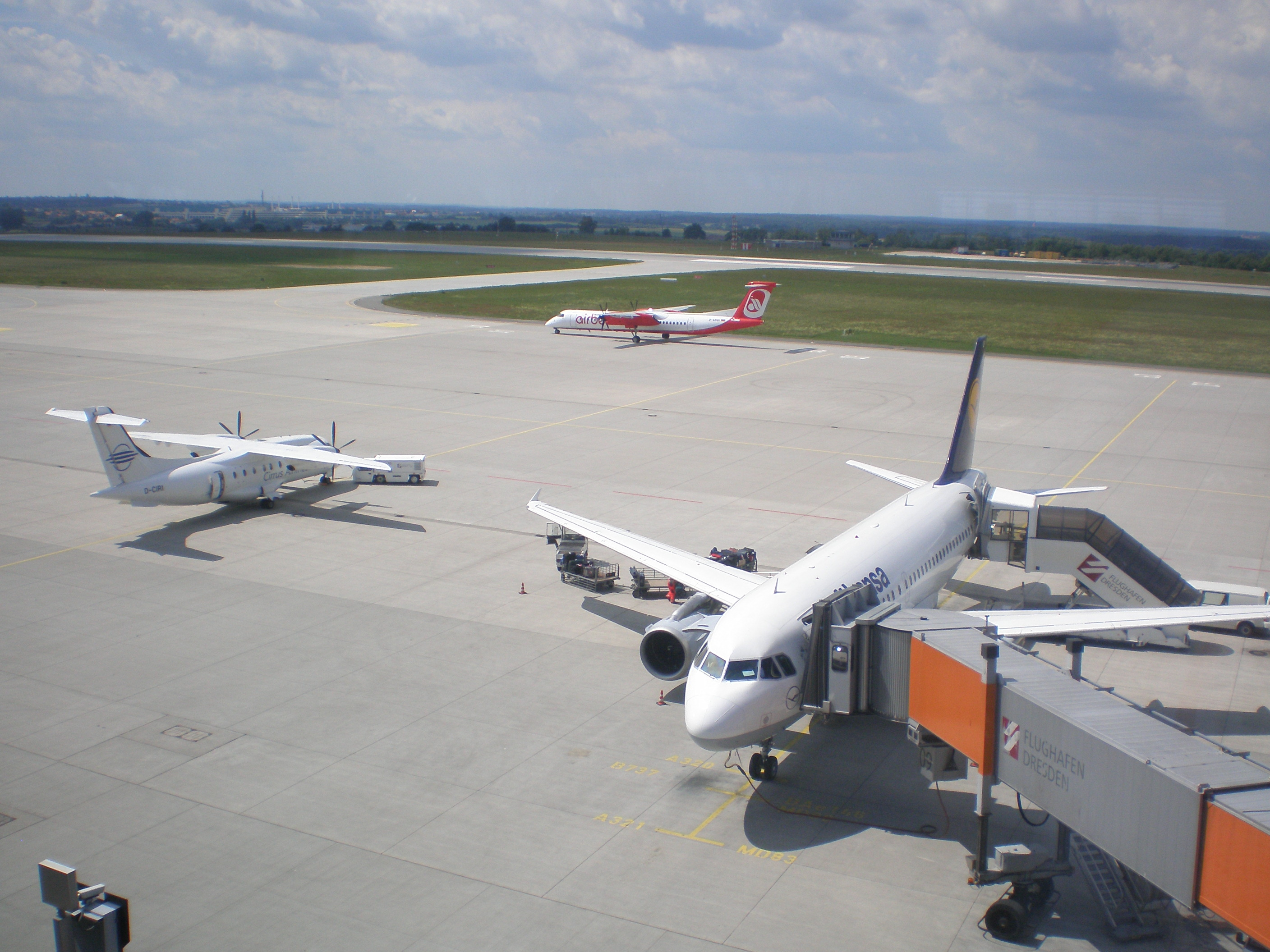
A repülőtér forgalmi előtere

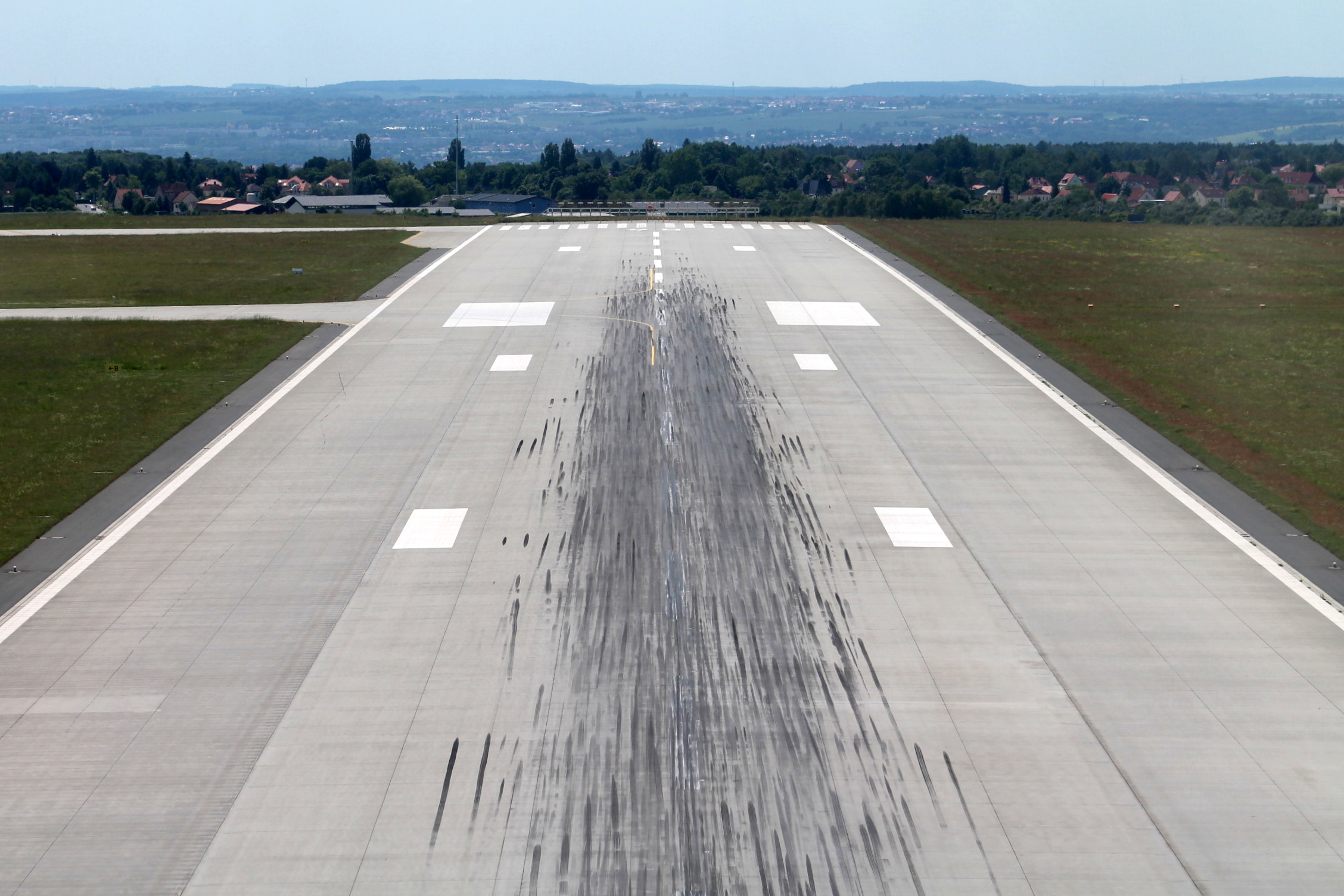
Start vom Dresdner Flughafen Richtung Süd-Südwest, im Hintergrund das Dresdner Elbtal

A német újraegyesítés után a repülőteret az újonnan alapított Flughafen Dresden GmbH vette át, amelynek részvényesei a Mitteldeutsche Flughafen AG, Szászország állam, Meißen megye és Bautzen megye. Megkezdődött a repülőtér modernizálása és bővítése.
A repülőtér hadsereg általi használata 1990 és 1993 között az egykori keletnémet légierő 24-es szállító századának üzemeltetésére korlátozódott, melyet az NSZK légiereje átvett. 1993-ban az időközben Drezda-Klotzsche légi szállítási csoportra átnevezett századot feloszlatták és a repülőgépeket eladták. Az újraegyesítés után a repülőtér jelentősége a polgári repülésben ugrásszerűen megnőtt: 1992-ben már t9bb mint egymillió, 1995-ben 1,7 millió utas használta. Már 1992-ben bővíteni kellett a repülőteret, és a Hansahaus mellett új épülete épült, a kapacitás azonban így is korlátozott maradt. 1995-ben újabb épülettel bővült, amelyet a közeli repülőgépgyár egyik épületéből alakítottak ki. Ezzel párhuzamosan a repülőtér nagy részén átfogó modernizálás zajlott.

## Kapacitás és biztonság
A repülőtér kapacitása évente 3,5 millió fő, óránként 1500. A terminál nyugati szárnya bővíthető, ezzel a repülőtér elérheti az éves 4,5 millió utas kapacitást. A repülőgépek számára 28 állóhellyel rendelkezik, ebből hat van utashíddal ellátva. Összesen 13 kapu van a terminálon.
A repülőtér 80 méteres szárnyfesztávolságig képes repülőgépeket fogadni (ICAO F kategória). Ez azt jelenti, hogy az Airbus A380 és az Antonov An–124 is képes le- és felszállni. A repülőtér óránként 30 gépmozgásra (le- vagy felszállás) alkalmas. A 22-es futópálya IIIB műszeres leszállító rendszerrel rendelkezik, minden időjárási körülmény közt használható; a 04-es pályavég szintén rendelkezik műszeres leszállító rendszerrel, de csak I-es kategóriájú.
2008 októbere óta a repülőtér korlátozza az éjszakai repülést; a menetrend szerinti és charterjáratok 23:30 óra után és 5:30 előtt nem közlekedhetnek.

## Események és érdekességek
2002 és 2010 között a használaton kívüli 1-es terminálon a város legnagyobb diszkója üzemelt „Terminal 1 – The Airport Club” néven.

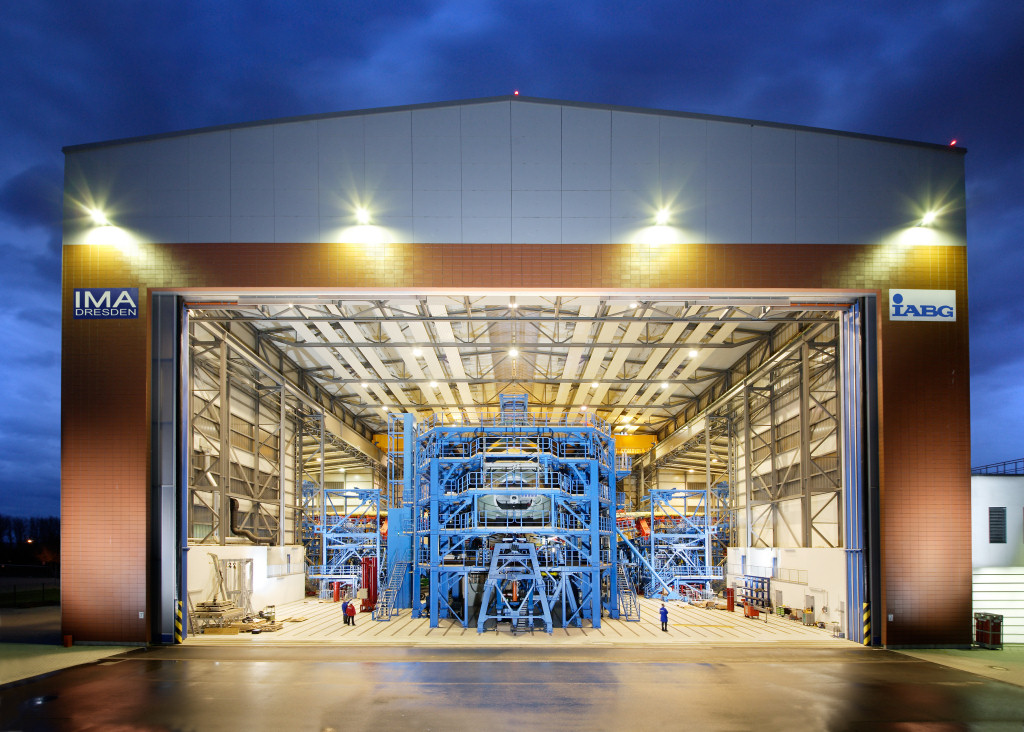
Az épület, ahol az Airbus A380 szerkezeti terhelési tesztjei folytak

2002 nyarán, amikor hatalmas áradásokra került sor, a drezdai repülőtérről 1234 repülőjáratot irányítottak, amelyekkel embereket mentettek ki az árvíz sújtotta területekről, valamint kórházakat evakuáltak, homokzsákokat és eszközöket szállítottak. Az egykori 2-es terminált az operaház és a színházak elárasztott raktáraiból kimentett tárgyak ideiglenes elhelyezésére használták.
2005 szeptemberében megkezdődtek az Airbus A380 szerkezeti terhelési tesztjei egy csarnokban a repülőtér északkeleti részén. A tesztek, melyeket az IABG és a drezdai székhelyű IMA GmbH Dresden végzett, a világ legnagyobb, teljes egészében lefolytatott tartóssági tesztelése, amelyet polgári repülőgép teljes törzsén végeztek.
2006 decemberében nukleáris hulladékot szállítottak a drezdai repülőtérről a podolszki atomkutató intézetbe. A szállítmány 200 kg nagy mértékben dúsított, valamint 100 km enyhén dúsított uránt tartalmazó üzemanyagrudakból és pelletből állt, melyek a szétszerelt rossendorfi kutatóreaktorból származtak.
2007. február 6-án egy Airbus A380 repülőgép látogatott el Drezdába, ahol öt alkalommal hajtott végre Touch-and-Go-manővert, vagyis csak pár tíz méteren át gurult leszállás után, majd újra felemelkedett. Ezzel tesztelték, hogyan közelíti meg a nagyméretű gép a repülőteret.

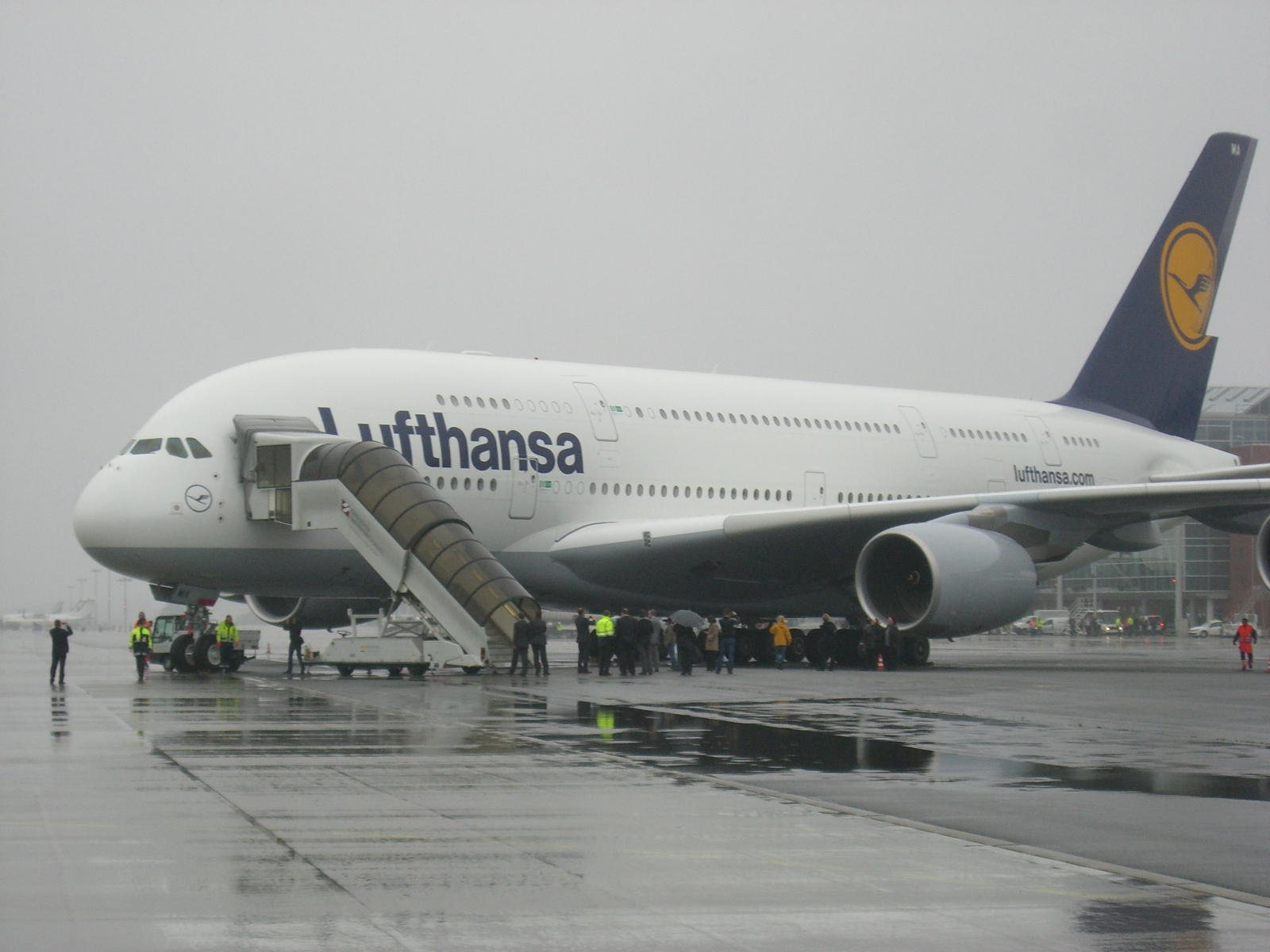
A Lufthansa A380-as gépe Drezdában

2009. június 4-én Barack Obama amerikai elnök érkezett a drezdai repülőtérre az Air Force One-nal. Egy nappal később a történelmi belvárosban találkozott Angela Merkel kancellárral.
2010. január 5.-6.-án egy Airbus A300B4-600ST „Beluga“ gép az Airbus A400M törzsének részeit szállította Drezdába, egy külön erre a célra épült csarnokba, ahol az IMA GmbH Dresden és az IABG tartóssági teszteket hajtott végre az elemeken.
2010. június 2-án második alkalommal látogatott el Drezdába egy Airbus A380 repülőgép; a Lufthansa első A380-as gépe, lajstromjele D-AIMA. A Bécsből érkező gép délután 2 óra körül szállt le, és körülbelül 45 perccel később repült tovább Linzbe.
2013 májusa óta a drezdai repülőtér az Airbus A380 egyik javítóközpontja. 2013-ban és 2014-ben az Emiratesnek összesen 9, 2014-ben az Air France-nak három repülőgépén javította itt a szárny hajszálrepedéseit az EADS Elbe Flugzeugwerke GmbH. Erre a célra bővítették a repülőtér egyik épületét, hogy a nagy méretű repülőgép teljesen elférjen benne.

## A forgalom alakulása

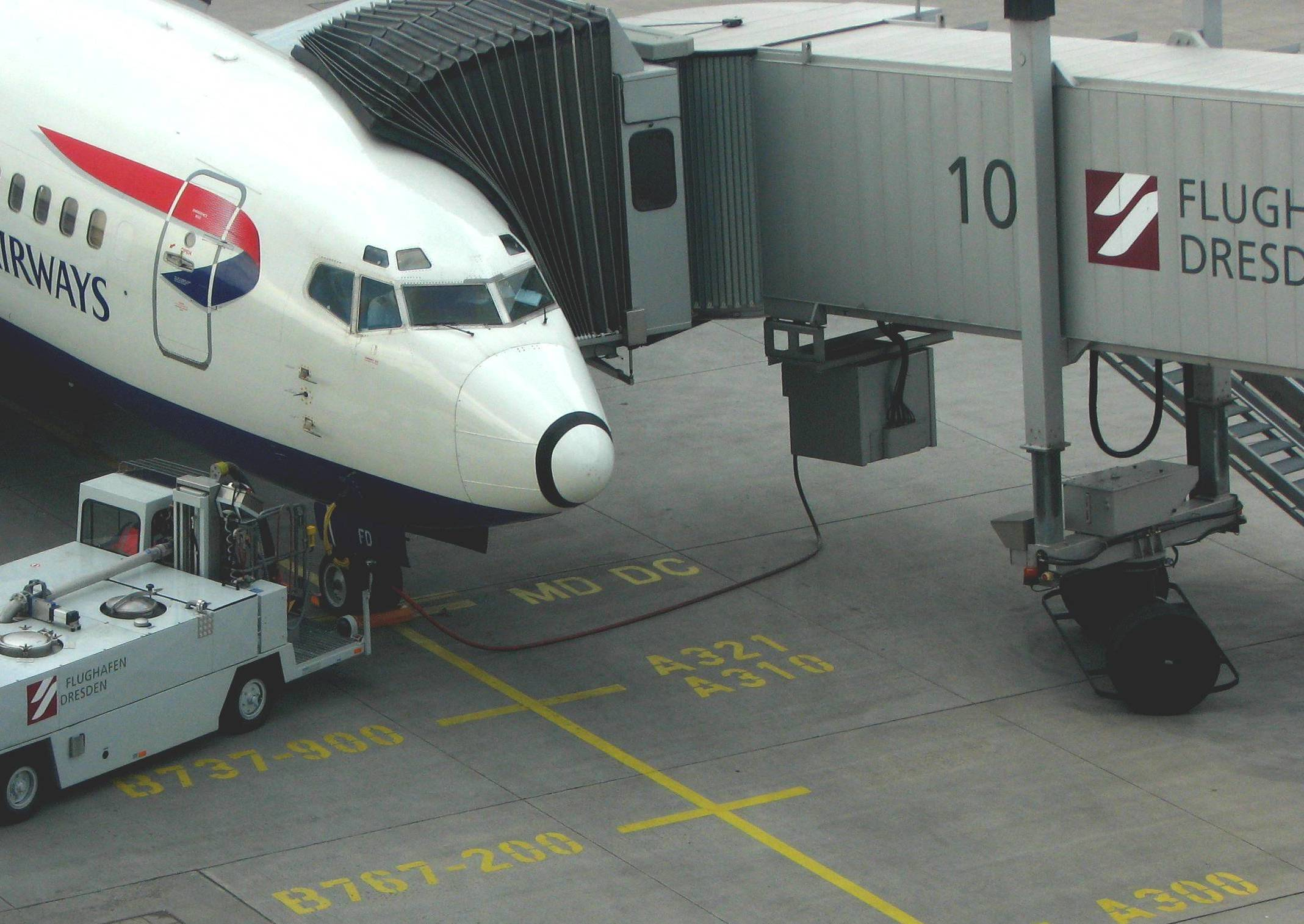
A British Airways Boeing 737 gépe a drezdai reptéren

| Év   | Utasok száma | Rakomány (tonna) | Légiposta (tonna) | Gépmozgás |
| ---- | ------------ | ---------------- | ----------------- | --------- |
| 1990 | 203 541      | 209              |                   | 9015      |
| 1991 | 608 746      | 300              | 2435              | 25 330    |
| 1992 | 1 018 501    | 718              | 4765              | 37 430    |
| 1993 | 1 323 504    | 912              | 5604              | 45 156    |
| 1994 | 1 512 036    | 1135             | 6026              | 47 363    |
| 1995 | 1 701 342    | 1300             | 6079              | 49 581    |
| 1996 | 1 682 032    | 1476             | 7041              | 46 514    |
| 1997 | 1 676 221    | 1367             | 6166              | 43 271    |
| 1998 | 1 696 518    | 1232             | 6124              | 42 117    |
| 1999 | 1 755 804    | 1220             | 5582              | 42 200    |
| 2000 | 1 766 868    | 1455             | 4285              | 38 019    |
| 2001 | 1 649 084    | 877              | 4301              | 34 668    |
| 2002 | 1 524 886    | 796              | 0                 | 35 379    |
| 2003 | 1 559 400    | 649              | 0                 | 33 024    |
| 2004 | 1 626 248    | 425              | 0                 | 34 863    |
| 2005 | 1 788 797    | 441              | 0                 | 36 301    |
| 2006 | 1 842 311    | 574              | 0                 | 37 343    |
| 2007 | 1 854 378    | 427              | 5                 | 36 151    |
| 2008 | 1 860 364    | 343              | 0                 | 36 968    |
| 2009 | 1 722 926    | 505              | 1,6               | 34.798    |
| 2010 | 1 847 166    | 379              | 1,3               | 35 234    |
| 2011 | 1 921 633    | 394              |                   | 35 087    |
| 2012 | 1 891 123    | 264              |                   | 32 735    |
| 2013 | 1 757 950    | 180              |                   | 28 979    |
| 2014 | 1 760 407    | 166              |                   | 30 357    |
| 2015 | 1 726 471    | 182              |                   | 30 197    |
| 2016 | 1 667 880    | 223              |                   | 30 380    |

| Helyezés                                                    | Úti cél               | Utasszám 2016 | Változás | Utasszám 2015 | Indulások | Változás | Indulások 2015 |
| ----------------------------------------------------------- | --------------------- | ------------- | -------- | ------------- | --------- | -------- | -------------- |
| 1                                                           | DEU Frankfurt         | 166 544       | 2,7%     | 162 165       | 1740      | 1,81%    | 1709           |
| 2                                                           | DEU Düsseldorf        | 115 002       | 4,39%    | 110 168       | 1803      | 1,86%    | 1770           |
| 3                                                           | DEU München           | 110 166       | -4,7%    | 115 602       | 1574      | -2,42%   | 1613           |
| 4                                                           | DEU Köln/Bonn         | 62 847        | -2,04%   | 64 159        | 771       | 3,21%    | 747            |
| 5                                                           | ESP Palma de Mallorca | 56 937        | 3,49%    | 55 016        | 428       | 18,56%   | 361            |
| 6                                                           | CHE Zürich            | 50 401        | 15,04%   | 43 811        | 624       | -4,15%   | 651            |
| 7                                                           | DEU Stuttgart         | 50 014        | 2,44%    | 48 823        | 596       | 2,76%    | 580            |
| 8                                                           | TUR Antalya           | 40 359        | -50,85%  | 82 112        | 283       | -45,79%  | 522            |
| 9                                                           | CHE Basel-Mulhouse    | 32 017        | -4,5%    | 33 526        | 217       | -8,82%   | 238            |
| 10                                                          | DEU Hamburg           | 23 255        | -3,39%   | 24 072        | 518       | -5,99%   | 551            |
| A statisztikában csak indulások szerepelnek, érkezések nem. |                       |               |          |               |           |          |                |

| Helyezés                                                    | Ország            | Utasszám 2016 | Változás | Utasszám 2015 | Indulások 2016 | Változás | Indulások 2015 |
| ----------------------------------------------------------- | ----------------- | ------------- | -------- | ------------- | -------------- | -------- | -------------- |
| 1                                                           | DEU Németország   | 532 533       | 0,47%    | 530 059       | 7.826          | -0,24%   | 7845           |
| 2                                                           | ESP Spanyolország | 92 541        | 8,4%     | 85 370        | 757            | 27,66%   | 593            |
| 3                                                           | CHE Svájc         | 82 452        | 6,5%     | 77 423        | 855            | -5,52%   | 905            |
| 4                                                           | TUR Törökország   | 40 359        | -50,85%  | 82 113        | 283            | -45,99%  | 524            |
| 5                                                           | GRC Görögország   | 21 710        | -30,76%  | 31 356        | 170            | -12,82%  | 195            |
| A statisztikában csak indulások szerepelnek, érkezések nem. |                   |               |          |               |                |          |                |

## Légitársaságok és úticélok
2024-ben a Drezdai repülőtérről az alábbi járatok indulnak (Utoljára frissítve: 2024-11-2):
| Légitársaság                  | Célállomások |
| ----------------------------- | --- |
| Air Cairo                     | Szezonális: Hurghada (kezdődik 2025 március 31-től)                                                                          |
| Corendon Airlines             | Antalya |
| Eurowings                     | Düsseldorf Szezonális: Palma de Mallorca                                                                                     |
| Lufthansa                     | Frankfurt, München |
| Pegasus Airlines              | Szezonális: Antalya |
| Ryanair                       | Szezonális: Palma de Mallorca                                                                                                |
| Sundair                       | Hurghada Szezonális: Fuerteventura, Gran Canaria, Heraklion, Kos, Monastir, Palma de Mallorca, Rhodes, Tenerife–South, Varna |
| SunExpress                    | Szezonális: Antalya |
| Swiss International Air Lines | Zürich |
| Tailwind Airlines             | Szezonális charter: Antalya                                                                                                  |

## További hivatkozások
- Németország repülőtereinek listája

## Fordítás
- Ez a szócikk részben vagy egészben  a   Flughafen Dresden című német Wikipédia-szócikk ezen változatának fordításán alapul.  Az eredeti cikk szerkesztőit annak laptörténete sorolja fel. Ez a jelzés csupán a megfogalmazás eredetét és a szerzői jogokat jelzi, nem szolgál a cikkben szereplő információk forrásmegjelöléseként.